# Hôtel Lancaster
L’hôtel Lancaster est un hôtel parisien classé 5 étoiles situé au 7, rue de Berri, dans le 8e arrondissement de Paris.

## Situation et accès
Situé à proximité de l'avenue des Champs-Élysées, il compte  44 chambres et 10 suites, et un restaurant.
Le quartier est desservi par la ligne 1 à la station George V ainsi que par la ligne 9 à la station Franklin D Roosevelt.

## Origine du nom
Le nom du restaurant, Monsieur Lancaster, est un clin d’oeil à la mémoire d’un Parisien, amateur de cuisine du terroir et bon ami de l’actrice Marlene Dietrich (1901-1992), qu’il retrouvait fréquemment en ces lieux - où elle occupait une suite à la fin des années 1930 - et à qui il racontait ses découvertes culinaires.

## Historique
Le bâtiment est un ancien hôtel particulier construit en 1889 pour l'homme politique Jacques Drake del Castillo (1855-1918), racheté en 1925 par l'hôtelier suisse Émile Wolf, qui le fait surélever de quatre étages et le transforme en hôtel[réf. souhaitée].
Partout dans l'hôtel sont exposées des œuvres de la collection d'Émile Wolf, dont 80 portraits et autres chefs-d'œuvre du peintre Boris Pastoukhoff.
En 1970, l’hôtel est repris par le groupe Savoy puis vendu en 1996 à la décoratrice Grace Léo-Andrieu. Il est ensuite racheté par un groupe espagnol puis par le groupe familial français SD2P qui l'a cédé fin 2018 à une autre famille française qui possède également l'hôtel Burgundy à Paris ainsi que l'hôtel Grand Barrail à Saint-Émilion[réf. nécessaire].

## Personnalités liées à l'hôtel
L'hôtel a accueilli des personnalités comme Noël Coward, Orson Welles, Joseph Cotten.
L'actrice Marlene Dietrich y réside trois ans à partir de 1937, redécorant sa suite et y laissant le piano à queue Erard. Peu avant la Seconde Guerre mondiale, elle y reçoit le ministre des Affaires étrangères allemand Joachim von Ribbentrop qui essaye, en vain, de la convaincre de revenir tourner en Allemagne ; à cette occasion, elle enferme le romancier Erich Maria Remarque dans sa salle de bains pour le cacher, ses œuvres ayant été brûlées par les nazis.